# Vokativ
Vokativ (lat. vocare = zvati) naziv je za padež u nekim jezicima (uključujući hrvatski jezik) koji se koristi ako se riječ želi koristiti kao doziv. Zbog toga je vokativ izvan strukture rečenice i može se koristiti samostalno. Uz nominativ, vokativ je samostalan, nezavisan padež.

## Vokativ u drugim jezicima
Povijesno, vokativ je postojao u indoeuropskom sustavu padeža i postojao je u latinskom, sanskrtu i starogrčkom jeziku. Iako je izgubljen u mnogim suvremenim jezicima, neki su ga sačuvali, npr. grčki jezik i slavenski jezici, suvremeni keltski jezici i među romanskim samo rumunjski. 
Vokativ se također sreće kod nekih neindoeuropskih jezika, kao što su gruzijski, arapski, kineski i korejski jezik.

## Vokativ u hrvatskome jeziku
Vokativ je "peti" padež u standardnom hrvatskom jeziku. Ne odgovara ni na kakvo pitanje. Nije dio rečenice pa se od rečenice s kojom dolazi u pisanju odvaja zarezom.

### Uloga
Vokativ je padež:
- oslovljavanja

Pravi si heroj, rođače!
- obraćanja sugovorniku

U pravu si, Marice, ali poslušajmo što kolega želi reći.
- dozivanja

Hej, Ivane! – poviče za njim.
Različiti osjećaji i osobni stav prema sugovorniku:
- tepanje

Cvjetiću moj, opet si žalosna!
- grdnja

Ne vraćaj se više, luđače!
- preziranje

Eh ti, moržu jedan!'
- čuđenje

Majko moja, kakvo je to stvorenje!
- bliskost

O, draga moja, da sam samo znao!

### Zamjena vokativa i nominativa
Poseban je slučaj pojave vokativa na mjestu nominativa, najčešće u usmenome narodnom pjesništvu. Tada vokativ nema funkciju obraćanja, nego dolazi iz metričkih i stilskih razloga pa se i ne odvaja zarezom.
Kada li ih okrijepio starče. (Ivan Mažuranić, „Smrt Smail-age Čengića”, Četa)
Knjigu piše od Kotara kneže. (Andrija Kačić Miošić, „Razgovor ugodni naroda slovinskoga”)
Misli jadan da je gorski vuče. (Ivan Mažuranić, „Smrt Smail-age Čengića”, Noćnik)
Il još gori brđanski hajduče.
U kajkavskome narječju i zagrebačkome govoru česta je uporaba nominativa umjesto vokativa što je nepravilno u standardnom hrvatskom jeziku u kojem se za dozive mora koristiti vokativ.
Marija, donesi mi knjigu! – Marijo, donesi mi knjigu!
Boris, čuješ li ti to? – Borise, čuješ li ti to?
Sklonidba se odnosi na cijelu strukturu.
Tako nije samo atribut u vokativu, nego i imenica na kojeg se odnosi:
"Hvala Vam, gospodine Ladan." – "Hvala Vam, gospodine Ladane."
"Hvala Vam, gospodine Mihaljević." – "Hvala Vam, gospodine Mihaljeviću."

### Oblici vokativa
U imenica a-sklonidbe (muški rod) u hrvatskome standardnom jeziku postoje dva fleksijska sufiksa u vokativu; sufiks -e koji dolazi na nepalatalnu osnovu i sufiks -u koji dolazi na palatalni završetak. Npr:
Ivan – Ivane
kralj – kralju
Dodavanjem sufiksa -e na osnovu koja završava na k, g, h, c, z, dobivamo palataliziranu alomorfnu osnovu. Npr:
Istok – Istoče
zec – zeče
vitez – viteže
Dvojnosti se ovdje pojavljuju pri imenica kojima osnova završava na r jer je taj glas nekada bio palatalan. Tako, primjerice, za riječ gospodar imamo dva vokativna oblika; gospodaru i gospodare. 
Vokativni sufiksi u imenica e-sklonidbe su -o, -e i -a
Sufiks -o imaju dvosložna ženska imena s dugouzlaznim naglaskom:
Maja – Majo
Iva – Ivo
Sufiks -e dobivaju imenice koje završavaju na ica ako imaju više od dvaju slogova:
učiteljica – učiteljice
- Opće imenice uglavnom imaju nastavak -o:

Mačko! Kućo! Pjesmo!
- Imenice tetka, ujna i strina imaju vokativ jednak nominativu ako znače rodbinske odnose. Ako znače nešto drugo, dobivaju vokativ na -o:

Tetka Ana, kad ćete nam doći?
Tetko jedna, baš si se uprljao!
- Neka imena imaju vokativ istovjetan nominativu. To su imena koja se uopće ne sklanjaju poput Nives, Ines i Karmen u hrvatskome jeziku, većine anglosaksonskih imena i ostalih stranih imena.

Kako si, Ines?
- Muška imena na -o, -e uvijek imaju vokativ jednak nominativu:

Marko i Ante, hvala vam!
- Imenice koje mogu značiti i muško i žensko, mogu imati nastavak -o ili -e:

Varalico! Varalice!
Kukavico! Kukavice!
Izjelico! Izjelice!